# Los zancos
Los zancos es un óleo de Francisco de Goya, pintado para la séptima serie de cartones para tapices que realizaba el pintor. Fue emprendido por encargo de la Real Fábrica de Tapices de Santa Bárbara, con destino a ornar el despacho de Carlos IV en El Escorial.
Guarda gran similitud con Las gigantillas, pero aquí el juego de altura se sustituye por unos zancos en lugar de montar sobre los hombros de un compañero.

## Análisis
Dos jóvenes han subido a unos zancos que les proporcionan gran altura, al tiempo que marchan, junto a dos majos de a pie tocando la dulzaina —eco del Pastor tocando la dulzaina, de serie anterior—, hacia una ventana donde se asoma una joven. Se aprecian grupos de embozados y con sombreros de ala ancha que contemplan la escena festiva. En este punto posee parecido con La maja y los embozados, de la segunda serie. 
A primera vista pudiese parecer una escena sencilla, pero el sentido oculto es la lucha de los equilibristas por mantenerse en pie y el flirteo con la dama de la ventana. Goya quiso reflejar aquí lo difícil que es enfrentarse al mundo real.